# Ultraleichtfluggelände Everswinkel

i7
i11
i13
Das Ultraleichtfluggelände Everswinkel liegt in der Gemeinde Everswinkel im Kreis Warendorf in Nordrhein-Westfalen. Die luftrechtliche Genehmigung nennt keinen Platzhalter und Betreiber.

## Lage
Das Ultraleichtfluggelände liegt etwa 4,5 km südlich von Everswinkel.

## Flugbetrieb
Das Ultraleichtfluggelände besitzt eine Betriebsgenehmigung für Ultraleichtflugzeuge. Es ist mit einer 230 m langen und 15 m breiten Start- und Landebahn aus Gras (Richtung 07/25) ausgestattet. Es dient der Ausübung des Luftsports unter Ausschluss von Ausbildungsflügen.

## Geschichte
Das Ultraleichtfluggelände Everswinkel wurde am 17. Oktober 2008 genehmigt.